# Babki Gąseckie

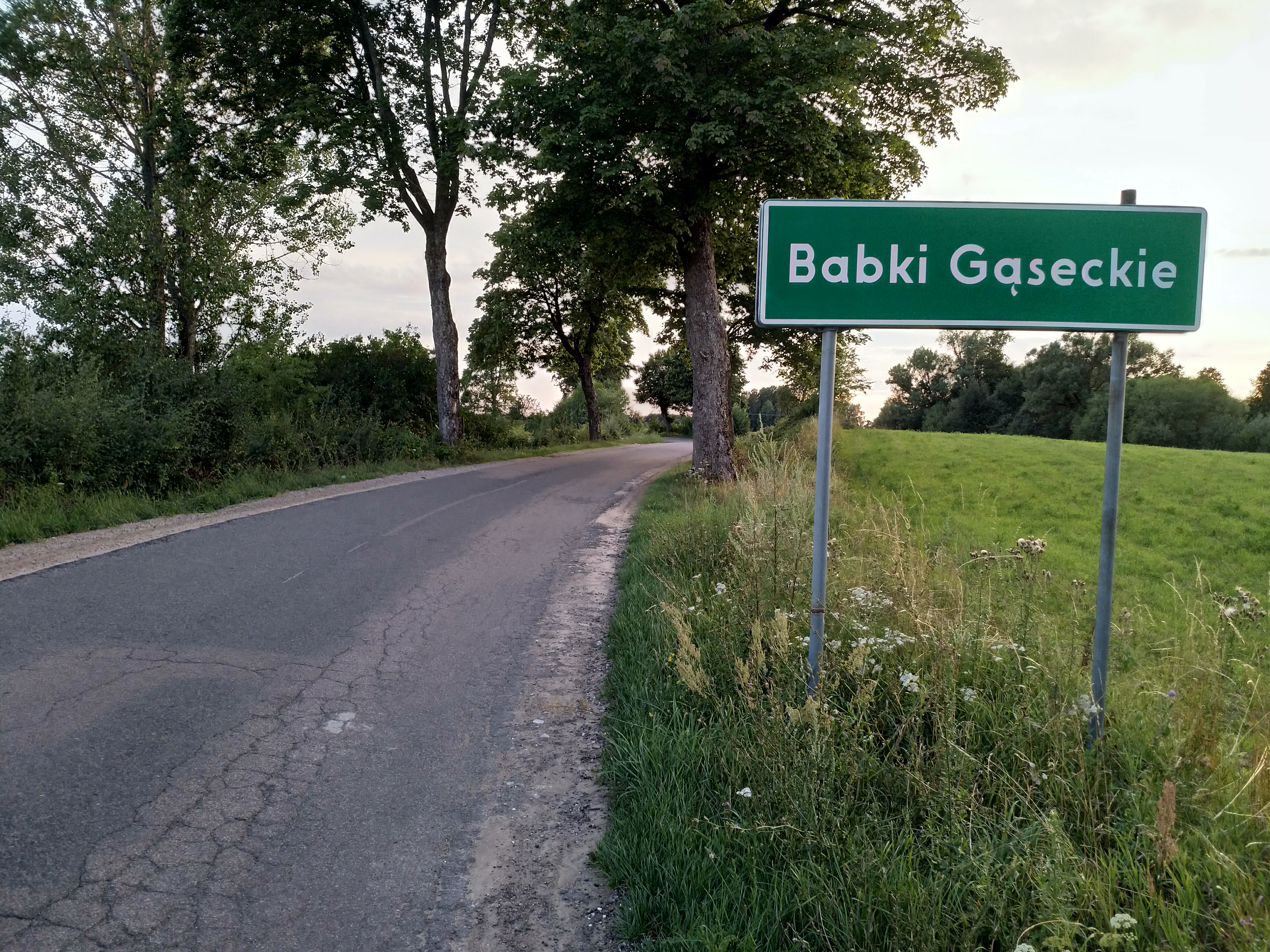
Babki Gąseckie (2024)

Babki Gąseckie (dt. Babken [Kirchspiel Gonsken], 1938–1945 Babeck) ist ein Dorf in der polnischen Woiwodschaft Ermland-Masuren. Es gehört zur Stadt-und-Land-Gemeinde Olecko (Marggrabowa [Oletzko], 1928–1945 Treuburg) im Kreis Olecko (Kreis Oletzko, 1939–1945 Kreis Treuburg).

## Geographische Lage
Babki Gąseckie liegt im Osten der Woiwodschaft Ermland-Masuren am Westufer des Flüsschens  Lega in der Masurischen Seenplatte (polnisch: Pojezierze Mazurskie). Die Kreisstadt Olecko (Marggrabowa, 1928–1945 Treuburg) liegt 16 Kilometer nördlich von Babki Gąseckie.

## Geschichte
Das kleine und seinerzeit Babigk genannte Dorf erfuhr im Jahr 1476 seine Gründung. Im Laufe seiner Geschichte fand es andere Namensformen wie Babckenn (vor 1785), Alt Babcken (nach 1785) und – zur Unterscheidung von dem ebenfalls im Kreis Oletzko liegenden Ort Babken, Ksp. Marggrabowa/Treuburg (polnisch: Babki Oleckie) – mit Zusatz Babken, Ksp. Gonsken (bis 1938). 
Im Jahr 1874 wurde Babken Amtsdorf und namensgebend für einen Amtsbezirk, der – 1939 in „Amtsbezirk Babeck“ umbenannt – bis 1945 bestand und zum Kreis Oletzko (1939–1945: Kreis Treuburg) im Regierungsbezirk Gumbinnen der preußischen Provinz Ostpreußen gehörte.
Im Jahr 1910 waren in Babken 208 Einwohner registriert. Ihre Zahl verringerte sich bis 1933 auf 177 und belief sich 1939 noch auf 157.
Aufgrund der Bestimmungen des Versailler Vertrags stimmte die Bevölkerung im Abstimmungsgebiet Allenstein, zu dem Babken gehörte, am 11. Juli 1920 über die weitere staatliche Zugehörigkeit zu Ostpreußen (und damit zu Deutschland) oder den Anschluss an Polen ab. In Babken stimmten 127 Einwohner für den Verbleib bei Ostpreußen, auf Polen entfiel keine Stimme.
Am 3. Juni 1938 wurde Babken aus politisch-ideologischen Gründen – zwecks Vermeidung fremdländisch klingender Ortsnamen – in „Babeck“ umbenannt. Als das Dorf 1945 in Kriegsfolge mit dem südlichen Ostpreußen zu Polen kam, erhielt es die polnische Ortsbezeichnung „Babki Gąseckie“. Heute ist Babki Gąsecki Sitz eines Schulzenamtes (polnisch: Sołectwo) und Ortsteil der Stadt-und-Land-Gemeinde Olecko im Powiat Olecki, der bis 1998 der Woiwodschaft Suwałki zugeordnet war, seither aber zur Woiwodschaft Ermland-Masuren gehört.

### Amtsbezirk Babken/Babeck (1874–1945)
Zum Amtsbezirk Babken (bzw. Babeck) gehörte anfangs zehn Dörfern, am Ende waren es noch acht:
| Name                 | Änderungsname 1938 bis 1945 | Polnischer Name   | Bemerkungen                       |
| -------------------- | --------------------------- | ----------------- | --------------------------------- |
| Babken, Ksp. Gonsken | Babeck                      | Babki Gąseckie    |                                   |
| Bartken              |                             | Bartki            |                                   |
| Dzingellen           | Dingeln                     | Dzięgiele Oleckie |                                   |
| Groß Gonschorowen    | Klinken (Ostpr.)            | Gąsiorowo         |                                   |
| Kiöwen               |                             | Kijewo            |                                   |
| Klein Gonschorowen   | Kleinkiöwen                 | Gąsiorówko        | 1928 nach Kiöwen eingemeindet     |
| Lakommen             |                             | Łakome            | vor 1908 nach Kiöwen eingemeindet |
| Pomiannen            | Kelchdorf                   | Pomiany           |                                   |
| Sattycken            | Satticken                   | Zatyki            |                                   |
| Schwiddern           |                             | Świdry            |                                   |

Im Januar 1945 gehörten zum Amtsbezirk Babeck die Gemeinden: Babeck, Bartken, Dingeln, Kelchdorf, Kiöwen, Klinken, Satticken und Schwiddern.

## Religionen
Die Mehrheit der Bevölkerung Babkens war vor 1945 evangelischer Konfession. Das Dorf war in das Kirchspiel der Kirche Gonsken (1938–1945: Herzogskirchen, polnisch: Gąski) eingepfarrt, die zum Kirchenkreis Oletzko/Treuburg innerhalb der Kirchenprovinz Ostpreußen der Evangelischen Kirche der Altpreußischen Union gehörte. Die nur noch wenigen evangelischen Kirchenglieder Babki Gąseckies orientieren sich jetzt zur Kirche in Ełk (Lyck), einer Filialkirche der Pfarrei in Pisz (Johannisburg) in der Diözese Masuren der Evangelisch-Augsburgischen Kirche in Polen.
Die nur geringe Zahl der Katholiken war vor 1945 zur Pfarrkirche in Marggrabowa/Treuburg im Bistum Ermland hin orientiert. Jetzt gehört die mehrheitlich katholische Einwohnerschaft Babki Gąseckies zur Pfarrei in Gąski, die dem Dekanat Olecko im Bistum Ełk der Katholischen Kirche in Polen zugeordnet ist.

## Verkehr
Babki Gąseckie ist über eine Nebenstraße zu erreichen, die bei Sędki (Sentken) von der Landesstraße 16 abzweigt und über Lega (Leegen) und Chełchy (Chelchen, 1938–1945 Kelchendorf) nach Kijewo (Kiöwen) führt.
Eine Bahnanbindung besteht nicht mehr, seit 1999 die Bahnstrecke Ełk–Tschernjachowsk mit der nächstgelegenen Station in Chełchy für den Personenverkehr geschlossen wurde.